# Bathyphantes ohlerti
Bathyphantes ohlerti är en spindelart som beskrevs av Simon 1884. Bathyphantes ohlerti ingår i släktet Bathyphantes och familjen täckvävarspindlar.
Artens utbredningsområde är Tyskland. Inga underarter finns listade.